# Manulea adenodes
Manulea adenodes är en flenörtsväxtart som beskrevs av O.M. Hilliard. Manulea adenodes ingår i släktet Manulea och familjen flenörtsväxter. Inga underarter finns listade i Catalogue of Life.